# Jaled Meshal
Khaled Meshal, también conocido como Khaled Mashal o Khalid Mish'al (en árabe, خالد مشعل y Jaled Meshal en su transcripción al español; 1956) es un político palestino que se desempeñó como Presidente del Buró Político de Hamás desde abril de 2004 hasta mayo de 2017, cuando fue sucedido por Ismail Haniya. También ha desempeñado funciones como líder de facto de Hamás en dos ocasiones, desde julio de 2024 hasta agosto de 2024 y desde agosto de 2024, después de que ambos líderes fueran asesinados por Israel. Era considerado como uno de los líderes más prominentes de Hamás desde la muerte de Ahmed Yasín, junto con Ismail Haniya y Yahya Sinwar.
Mientras estaba en la universidad, era un líder palestino Islámico que desafiaba el dominio de Yasir Arafat y de la Organización para la Liberación de Palestina en el campus. Meshal participó en la fundación del bloque islámico Haqq, que competía con Fatah en liderar la Unión General de Estudiantes Palestinos en Kuwait. 
Mantuvo una relación tensa con Yasir Arafat y actualmente se ha acercado al líder de Hezbolá, Hasan Nasrallah, en un intento por mostrarse desafiante a los esfuerzos israelíes de aislar a Hezbolá. En el pasado, ha llevado a cabo negociaciones para establecer una tregua con el Estado de Israel, a la vez que juraba continuar la lucha por establecer un Estado palestino sobre la base de las fronteras previas a 1967. Desde la expulsión de la comandancia de Hamás de Jordania en agosto de 1999, se ha establecido en Damasco, Siria.

## Primeros años
Jaled Meshal nació en el vecindario de Silwad en la ciudad de Ramala, que luego fue ocupada por Jordania. Meshal asistió a la escuela primaria de Silwad hasta la guerra de los Seis Días de 1967 cuando su familia se mudó a Kuwait. Meshal obtuvo un Bachelor of Science con grado en Física de la Universidad de Kuwait. En esta universidad, Khaled Meshal encabezó la Justicia Islámica (qa’imat al-haq al-islamiyya), incluida en las elecciones de la Unión General de Estudiantes Palestinos en 1977. La base de la lista de la Justicia Islámica fue el movimiento islámico palestino, como parte de la Hermandad Musulmana. Tras la cancelación de las elecciones, Khaled Meshal estableció la Liga Islámica para los Estudiantes palestinos (al-rabita al-islamiyya li talabat filastin) en 1980.

## Participación en Hamás
Meshal enseñó en escuelas kuwaitíes desde 1978 hasta 1984. En 1983, el movimiento islámico palestino convocó una conferencia interna, cerrada en un Estado árabe. Incluía delegados de Cisjordania, la Franja de Gaza y palestinos en el exilio. Fue un hito importante dado que fue la piedra fundacional para la creación de Hamás. Meshal fue parte de la dirección del proyecto para construir un movimiento islámico palestino desde un comienzo. A partir de 1984, Meshal se dedicó al proyecto a tiempo completo, siempre desde Kuwait. Permaneció en Kuwait hasta la guerra del Golfo de 1991. Se casó en 1981 y tuvo siete hijos.
Cuando Irak invadió a Kuwait, Meshal se trasladó a Jordania y comenzó su trabajo con Hamás como uno de sus fundadores. Ha sido miembro de la Dirección Política de Hamás desde sus inicios y se convirtió en su presidente en 1996. El 24 de febrero, comandos suicidas dirigidos por él pusieron una bomba en un autobús y asesinaron a 24 ciudadanos israelíes en Jerusalén. Hubo otras 49 personas que quedaron gravemente heridas.
Desde la expulsión de la comandancia de Hamás de Jordania en agosto de 1999 tras el ascenso del Rey Abdalá II, Meshal se mudó a Damasco. En agosto de 1999, posiblemente debido a presión de la Administración Clinton, la policía jordana emitió una orden de arresto para Meshal previo a la visita de la entonces secretaria de Estado de los Estados Unidos Madeleine Albright.

### Intento de asesinato
El 25 de septiembre de 1997, Meshal fue objeto de un intento de asesinato, debido a sus actividades militantes, llevado a cabo por el Mossad bajo órdenes del primer ministro Benjamín Netanyahu y su gabinete de seguridad. Diez agentes del Mossad con pasaportes canadienses ingresaron a Jordania, donde vivía Meshal. Le aplicaron un veneno mortífero a su cuello. En ese momento, Meshal era considerado el jefe de la rama jordana de Hamás. Dijo a la revista Third Way que "las amenazas israelíes tenían uno de los dos efectos: algunas personas eran intimidadas, pero otras se volvían más desafiantes y determinadas. Yo soy uno de los últimos". Su guardaespaldas logró detener a dos agentes israelíes. 
Las autoridades jordanas descubrieron el intento de asesinato y arrestaron a dos agentes del Mossad que estuvieron involucrados en dicho intento. Luego, el rey Hussein de Jordania demandó que Benjamín Netanyahu entregara el antídoto del veneno a cambio de los dos israelíes. Las autoridades jordanas liberaron a los dos israelíes a cambio del antídoto y de la liberación de Ahmed Yasín, el fundador y líder espiritual de Hamás, quien estaba cumpliendo una cadena perpetua en una prisión israelí.
En 2002, Meshal se atribuyó el atentado de dos kamikazes de Hamás que asesinaron a cuatro soldados de Israel.
En 2006 fue responsable del secuestro de Gilad Shalit.